# Рио-де-Жанейро
Ри́о-де-Жане́йро (порт. Rio de Janeiro МФА: [ˈʁi.u d(ʒi) ʒɐˈne(j)ɾu]о файле, в переводе «январская река»; согласно БСЭ, правильнее «Риу-де-Жанейру»), в просторечии Рио — город в Бразилии. Административный центр одноимённого штата.
Население — 6,7 млн человек (2018), это второй по величине город страны и четвёртый Южной Америки. Образует агломерацию с населением более 12,5 млн человек (2018 год). Крупный финансовый центр и морской порт на континенте, научный центр.
Расположен на берегу залива Гуанабара Атлантического океана, на узкой равнине, зажатой с двух сторон горами и морем. Климат тропический. Местность открыта португальским мореплавателем Гашпаром ди Лемушем, принявшим залив Гуанабара за устье реки, которую назвали Январской рекой. В 1531 году основан португальский форт Сан-Себастьян-де-Рио-де-Жанейро. С 1763 года — столица вице-королевства Бразилия, с 1822 года — столица независимой Бразильской империи, в 1889—1960 годы — столица Республики Соединённых штатов Бразилии.
Исторический центр с постройками XVI—XIX веков, побережье вместе с пляжем Копакабана, горой Сахарная Голова и статуей Христа внесены в список Всемирного наследия ЮНЕСКО.

## История
Залив Гуанабара был открыт португальским мореплавателем Гашпаром ди Лемушем 1 января 1502 года. Португальцы приняли залив за устье реки — отсюда название города, в переводе с португальского означающее январская река. В 1555 году район современного Рио-де-Жанейро был ненадолго занят французами, но вскоре португальцам удалось восстановить контроль над территорией. Город Рио-де-Жанейро был основан 1 марта 1565 года Эштасиу ди Са вместе с Жозе ди Аншиета и первоначально назывался Сан-Себастьян де Рио-де-Жанейро (порт. São Sebastião de Rio de Janeiro), в честь португальского короля Себастьяна I.

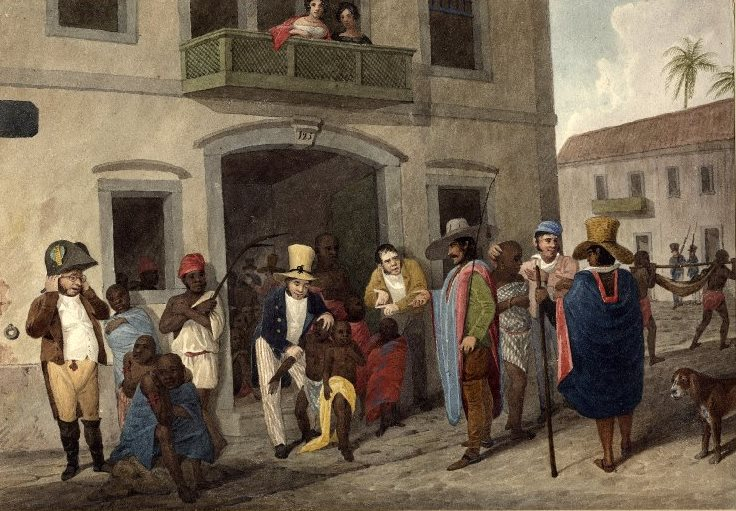
Рынок рабов в Рио, 1824 год

В 1763 году колониальная администрация была переведена из Салвадора в Рио-де-Жанейро, почти на два столетия город стал столицей Бразилии. В период эмиграции португальского двора с 1808 по 1815 годы Рио-де-Жанейро был также столицей Объединённого королевства Португалии и Алгарве, а с 1815 по 1821 год — столицей Объединённого королевства Бразилии, Португалии и Алгарве.
В 1960 году столица Бразилии была перенесена в центр страны, в город Бразилиа. Город получил статус города-штата (штат Гуанабара). В 1975 году штат Гуанабара был объединён со штатом Рио-де-Жанейро, и город стал столицей и административным центром объединённого штата.
В 1992 году в Рио-де-Жанейро прошла конференция ООН по окружающей среде и развитию. В 2014 году прошёл Чемпионат мира по футболу 2014 года, а в 2016 году в Рио-де-Жанейро прошли XXXI летние Олимпийские игры.

## Физико-географическая характеристика

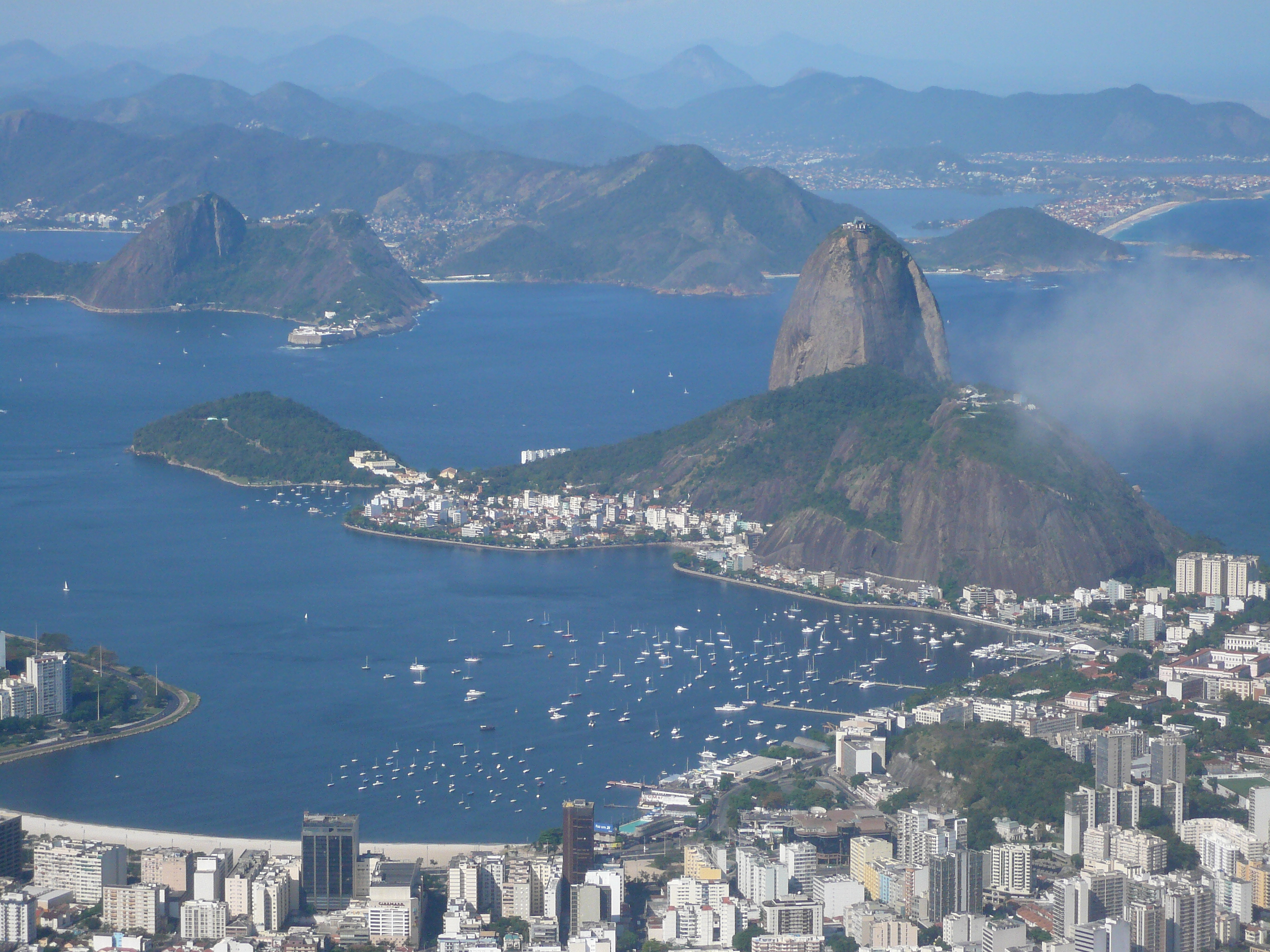
Ландшафт Рио

Рио-де-Жанейро располагается на полосе Атлантического побережья Бразилии, вблизи от Тропика Козерога, 22°54" Ю. Ш. 43°14" З. Д. В основном город ориентирован на юг. Город был основан у бухты Гуанабара, вход в которую предваряет гора под названием Сахарная Голова, «визитная карточка» города.
Центр Рио находится на равнинах западного берега бухты Гуанабара. Большая часть города, так называемая Северная зона, располагается на северо-западных равнинах, холмах и небольших скалистых горах. Южная зона города — пляжи, обрамляющие море — отделена от центральной и северной части города прибрежными горами. Эти горы и холмы являются ответвлением Серра-ду-Мар, древней горной системы в юго-восточной части Бразилии, которая образует южные склоны Бразильского плоскогорья.
Свободный доступ в обширную Западную зону, отсечённую горными хребтами, был открыт к концу XX века с появлением новых дорог и туннелей.
Город занимает площадь 1260 км². Рио-де-Жанейро был столицей Бразилии до 1960 года, когда столица страны была перенесена в город Бразилиа.
Через Рио-де-Жанейро протекает река Акари.

### Климат
Климат Рио-де-Жанейро тропический. Вместе с тем осадки почти равномерны на протяжении всего года, температура также существенно не меняется. В июле немного прохладнее и суше, чем в январе.
| Показатель                                                 | Янв.  | Фев.  | Март  | Апр.  | Май  | Июнь | Июль | Авг. | Сен. | Окт. | Нояб. | Дек.  | Год    |
| ---------------------------------------------------------- | ----- | ----- | ----- | ----- | ---- | ---- | ---- | ---- | ---- | ---- | ----- | ----- | ------ |
| Абсолютный максимум, °C                                    | 42    | 42    | 40    | 40    | 38   | 37   | 38   | 42   | 42   | 42   | 43    | 41    | 43     |
| Средний суточный максимум, °C                              | 29,4  | 30,2  | 29,4  | 27,8  | 26,4 | 25,2 | 25,3 | 25,6 | 25,0 | 26,0 | 27,4  | 28,6  | 27,2   |
| Средняя температура, °C                                    | 26,2  | 26,5  | 26,0  | 24,5  | 23,0 | 21,5 | 21,3 | 21,8 | 21,8 | 22,8 | 24,2  | 25,2  | 23,7   |
| Средний суточный минимум, °C                               | 23,3  | 23,5  | 23,3  | 21,9  | 20,4 | 18,7 | 18,4 | 18,9 | 19,2 | 20,2 | 21,4  | 22,4  | 21,0   |
| Абсолютный минимум, °C                                     | 17    | 17    | 17    | 15    | 10   | 6    | 11   | 10   | 13   | 12   | 13    | 17    | 6      |
| Норма осадков, мм                                          | 114,1 | 105,3 | 103,3 | 107,4 | 85,6 | 80,4 | 86   | 100  | 87,1 | 88,2 | 95,6  | 119,0 | 1172,9 |
| Температура воды, °C                                       | 25    | 25    | 22    | 22    | 20   | 20   | 20   | 20   | 20   | 20   | 23    | 23    | 22     |
| Источник: World Climate, Weatherbase, Туристический портал |       |       |       |       |      |      |      |      |      |      |       |       |        |

## Административное деление

Административные районы

Муниципалитет города Рио-де-Жанейро до 2008 года был разделён на 6 районов (субпрефектур, порт. subprefeituras). В мае 2010 года была добавлена ещё одна субпрефектура — Остров губернатора, и в настоящее время муниципалитет имеет в своём составе 7 субпрефектур: Бара-и-Жакарепагуа, Центр и исторический центр, Гранде Тижука, Остров губернатора, Южная зона, Западная зона, Северная зона.
Субпрефектуры подразделяются на 33 административных района (порт. Regiões Administrativas, RAs), в которых, в свою очередь, выделяются исторические районы (порт. bairros), в настоящее время их выделяется 162.

## Демография
Население — 6,4 млн человек (2014), в Большом Рио — около 16 млн человек. Жители города называют себя «кариока» (порт. carioca).

### Преступность

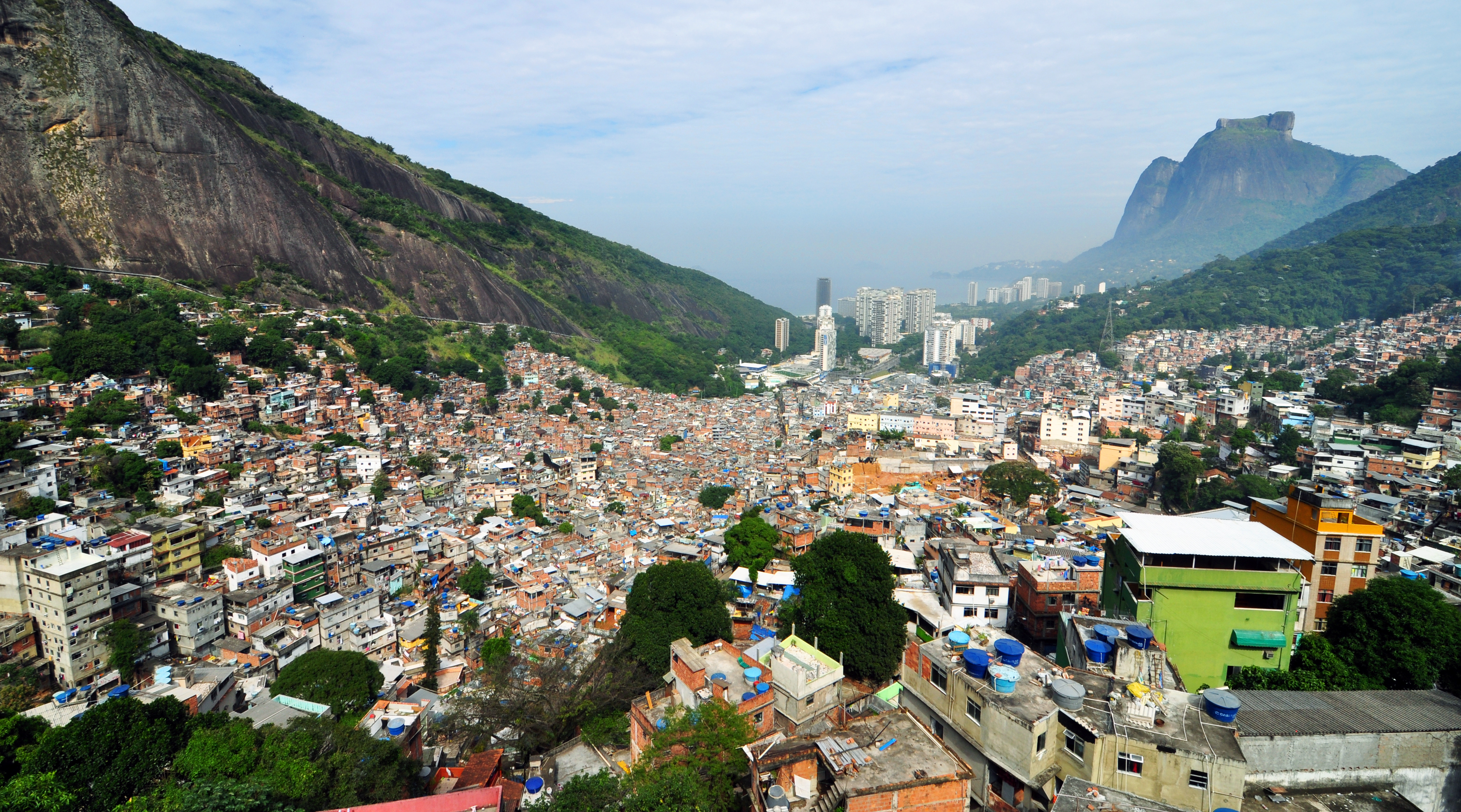
Фавелы — наиболее опасные районы

Рио-де-Жанейро — город контрастов. На склонах окрестных гор ютятся убогие жилища. Это беднейшие районы города — фавелы. В городе насчитывается несколько тысяч фавел. По сути это мини-государства в государстве. Федеральные власти в дела фавел практически не вмешиваются. В большинстве фавел уровень жизни очень низкий, часто здесь нет элементарных удобств, школ, больниц и т. п. и, как следствие всего этого, крайне неблагоприятная криминогенная обстановка и ужасное санитарное состояние.
Рио-де-Жанейро известен очень высоким уровнем преступности, в том числе наркоторговли, которая в основном сконцентрирована в районах густонаселённых фавел, власть в которых фактически принадлежит наиболее влиятельным наркокартелям.
В 1972 году ООН поставила Рио-де-Жанейро на второе место по уровню преступности в мире (после Чикаго), однако в период после 1972 года положение в городе значительно ухудшилось, уже в 1974 году для борьбы с преступностью в город были введены части военной полиции.
В рамках подготовки города к чемпионату мира по футболу 2014 года (финал турнира проходил в Рио) и летним Олимпийским играм 2016 года власти штата и города приложили серьёзные усилия для нормализации обстановки в области правопорядка, в том числе в фавелах.
В феврале 2018 года Рио-де-Жанейро оказался фактически на военном положении — Сенат страны постановил ввести в город армию. Власти объяснили, что это поможет побороть разгул преступности в мегаполисе.
Проблеме преступности в Рио-де-Жанейро посвящены известные фильмы «Город Бога» (4 номинации на премию «Оскар»), «Элитный отряд» («Золотой медведь» Берлинского кинофестиваля), «Элитный отряд 2».

## Экономика

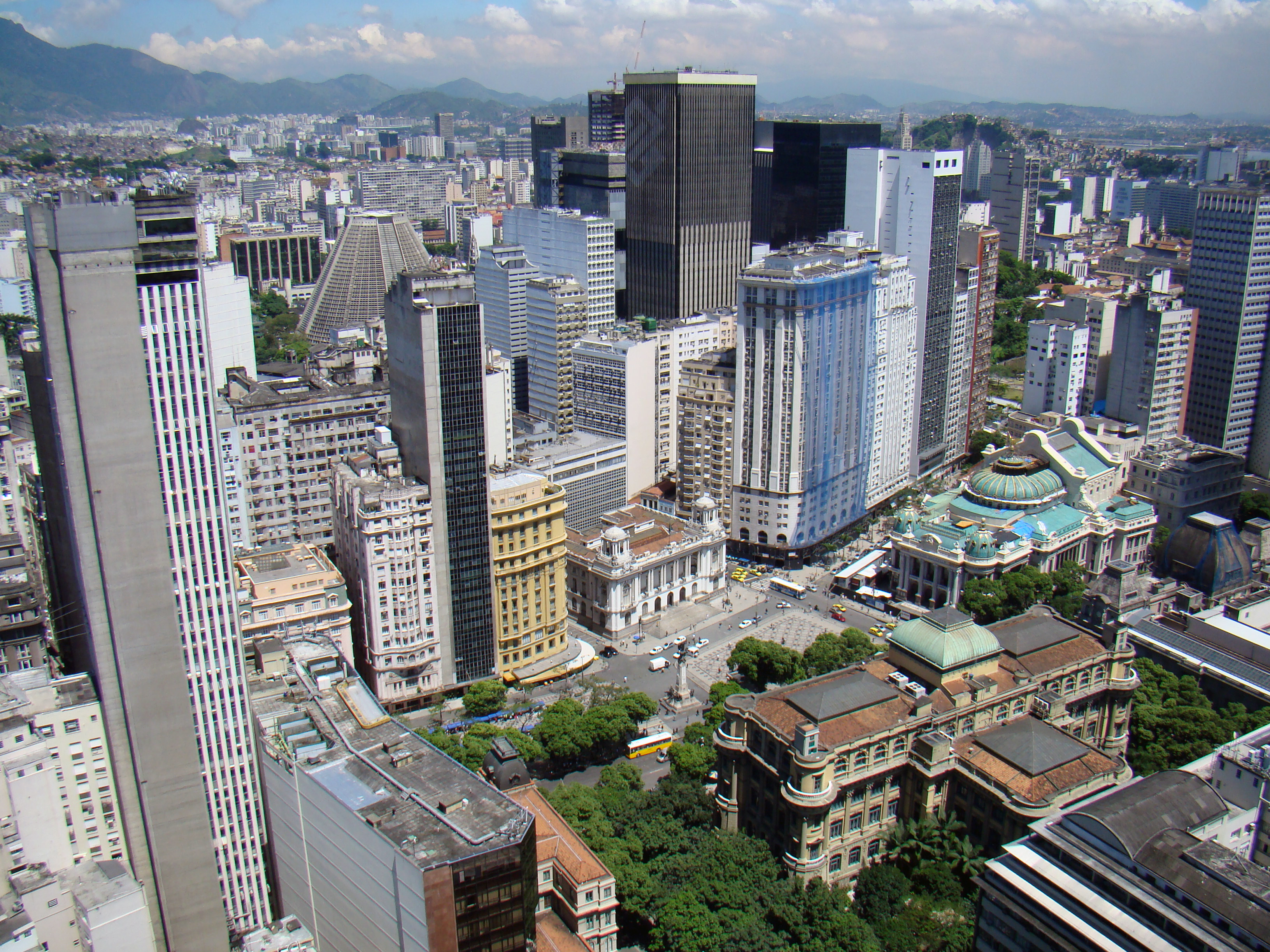
Деловой район Рио

Будучи до 1960 года столицей, Рио-де-Жанейро стал привлекательным местом для многих компаний, потому что там находились административные центры и правительство. В городе были размещены головные офисы крупных государственных компаний, таких как Petrobras, Elektrobras и другие. После переноса столицы в город Бразилиа Рио продолжает привлекать многие компании, особенно после обнаружения нефтяного месторождения в Кампо Басин, где добывается большая часть общего объёма нефти в Бразилии. Благодаря этому в Рио находятся филиалы таких компаний, как Royal Dutch Shell, EBX, Esso. Офисы больших международных компаний Кока-Кола, IBM и El Paso также располагаются в Рио-де-Жанейро.
Рио занимает второе место на национальном уровне в промышленном производстве и является вторым по величине финансовым центром, уступая только Сан-Паулу. Промышленные предприятия города производят пищевые продукты, химические и нефтепродукты, лекарства, изделия из металла, суда, текстиль и мебель. Однако доминирующим сектором в экономике является сфера услуг, включая банковское дело и второй по активности фондовый рынок в Бразилии. Сфера туризма и развлечений также является ключевой для экономики города и страны.

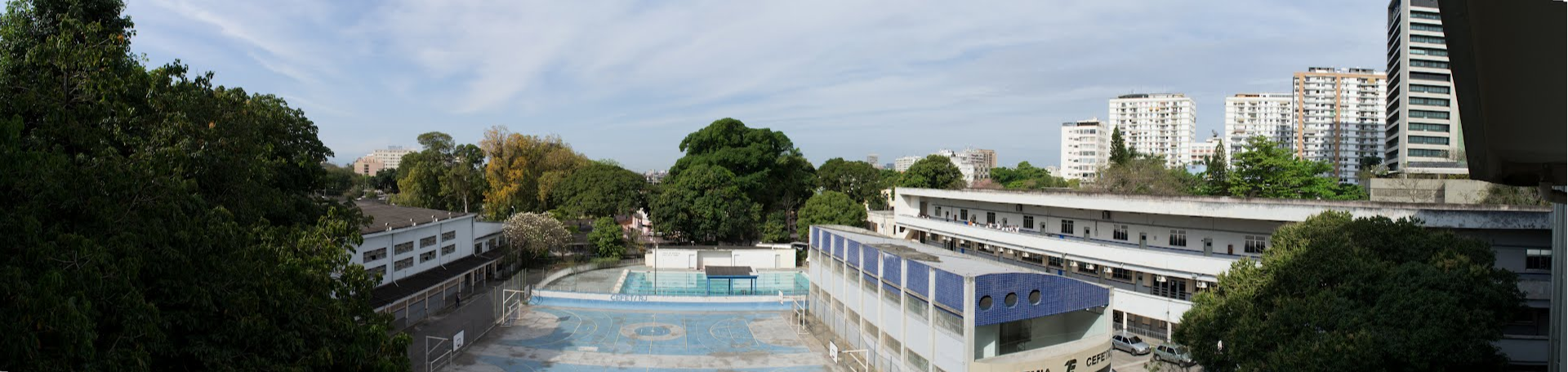
Панорама кампуса CEFET/RJ

Одним из важных направлений деятельности является строительство, обеспечивающее занятость большого количества неквалифицированных рабочих. Для развития производства в некоторых окраинах города правительством были созданы промышленные районы с развитой инфраструктурой и специальными условиями для покупки земельных участков.
Также Рио-де-Жанейро является одним из крупнейших портов Южной Америки, через него проходит 1/3 импорта (уголь, нефть, цемент, машины, пшеница) и значительная часть экспорта страны (кофе, сахар, кожи, ценная древесина, марганцевая руда, хлопок, фрукты) из штатов Рио-де-Жанейро, Минас-Жерайс, частично из штата Сан-Паулу и других.
В Маракане находится многокампусная штаб-квартира Федерального центра технического образования «Селсу Сукко да Фонсека».

## Транспорт

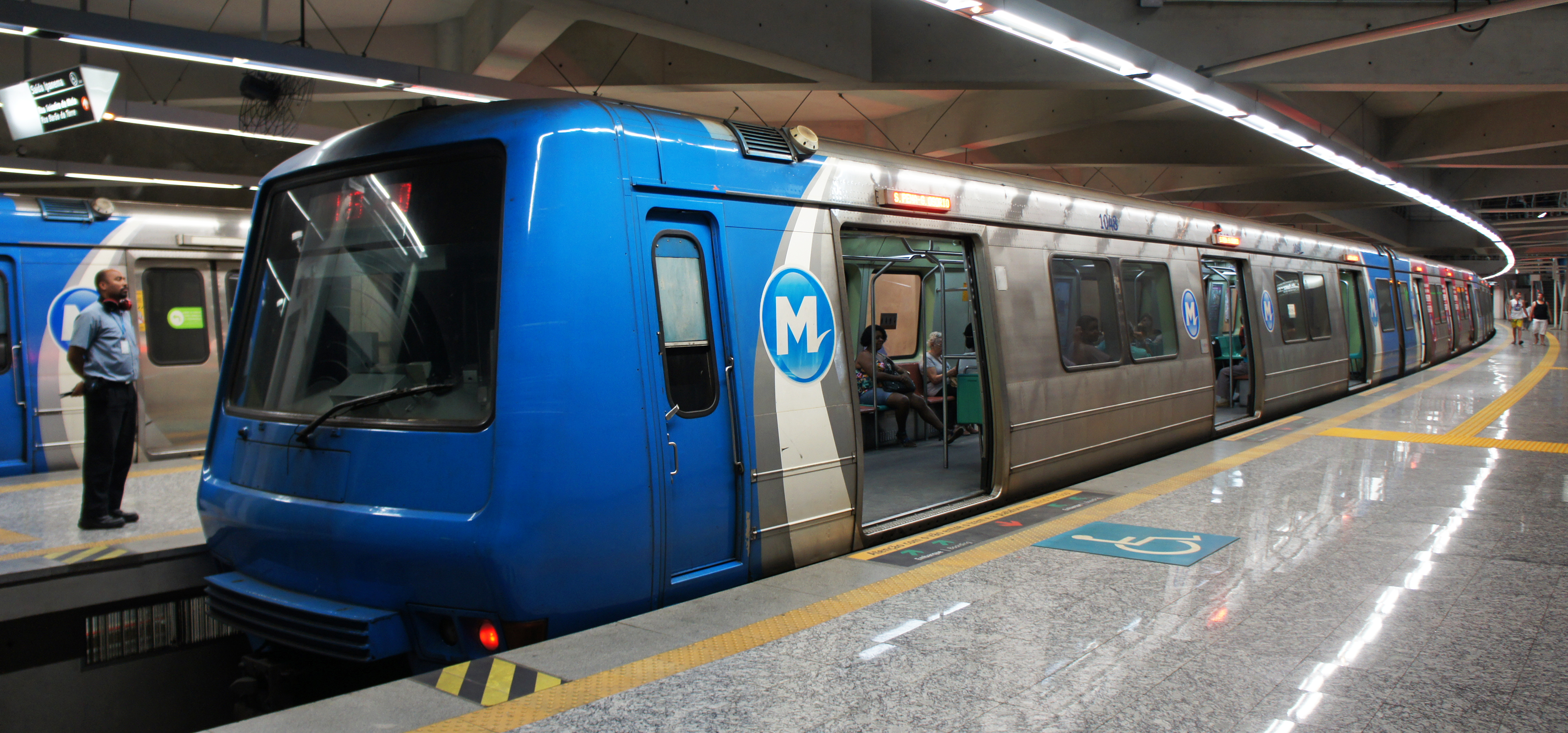
Рио-де-жанейрское метро

С 1979 года в городе работает метрополитен.
Аэропорты
- Аэропорт Сантос-Дюмон расположен смежно с центром города.
- В 20 километрах от центра города находится международный аэропорт Галеан.
- Также имеется аэропорт Жакарепагуа.

## Спорт

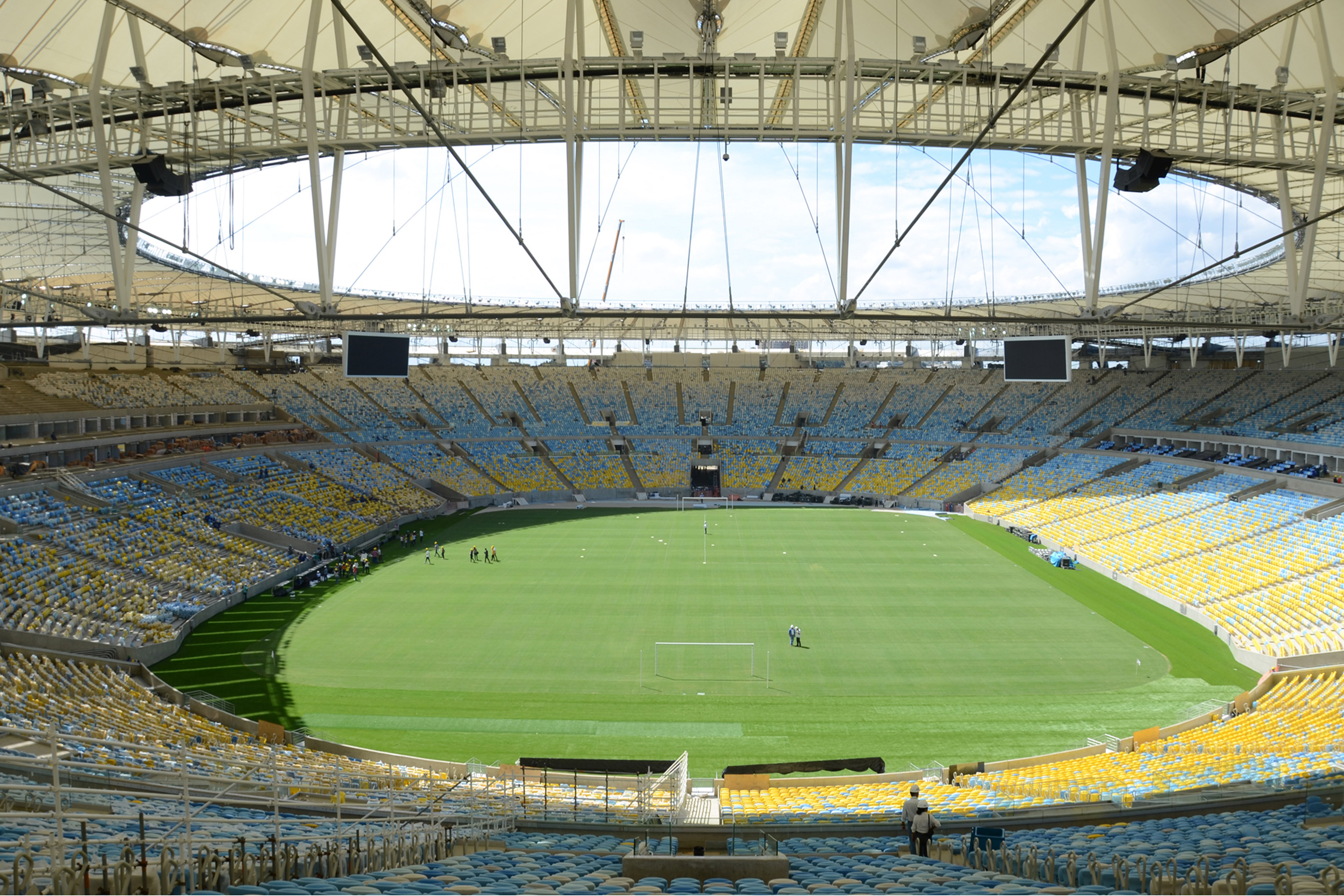
Стадион «Маракана»

Спорт играет большую роль в жизни Рио. Самым популярным видом, без сомнений, является футбол. Практически все футбольные команды города на деле выступают в качестве мультиспортивных организаций. Так, самый популярный клуб Бразилии (около 36 млн болельщиков) «Фламенго» официально именуется Регатным клубом (порт. Clube de Regatas Flamengo), то же самое с другой великой командой «Васко да Гама» (порт. Club de Regatas Vasco da Gama). Третья «большая команда» Рио «Ботафого» в своём официальном названии имеет слово «футбол», потому как ФК «Ботафого» выделился из состава Регатного Клуба в 1904 году и в 1942 году было принято решение вновь объединиться (порт. Botafogo de Futebol e Regatas). И лишь у одного из четырёх традиционных спортивных грандов Рио-де-Жанейро нет упоминания регат — у команды «Флуминенсе» (порт. Fluminense Football Club). Эти четыре клуба являются не только главными спортивными командами Рио, но и входят в число 12 традиционно сильнейших и самых популярных команд всей Бразилии. Пятой спортивной/футбольной командой Рио, намного уступающей «Большой четвёрке» по популярности и достижениям, является «Америка» (порт. América Football Club).
Рио-де-Жанейро принимал игры финальной стадии чемпионата мира 1950 года по футболу. Именно на стадионе «Маракана» состоялся один из самых знаменитых матчей в истории футбола Мараканасо, когда в присутствии 200 тысяч болельщиков, сборная Уругвая сумела обыграть Бразилию, которой для завоевания титула чемпионов мира достаточно было сыграть вничью. В 2014 году «Маракана» стал вторым в истории стадионом, который принял два финальных матча ЧМ по футболу, после мексиканской «Ацтеки».
В Рио неоднократно проходили Панамериканские игры.
Среди других популярных видов спорта в Рио — волейбол (включая пляжный), MotoGP (место проведения Гран-при Бразилии) и автоспорт (на автодроме Жакарепагуа с 1978 по 1990 год проходили гонки Формулы-1), теннис, сёрфинг, капоэйра, скачки и, безусловно, яхтинг (или парусный спорт).
Помимо «Мараканы», в городе есть ещё несколько значимых стадионов. К Панамериканским играм был построен Олимпийский стадион Жоао Авеланжа, более известный под названием «Энженьян». Сейчас на нём выступает «Ботафого». «Васко да Гама», в отличие от трёх других грандов, всегда старался играть на собственной арене «Сан-Жануариу» в северной части города. Также в Рио есть современная HSBC Arena.
В 2008 году прошёл чемпионат мира по полумарафону.
В 2013 году был разыгран Кубок конфедераций по футболу, в 2014 году — чемпионат мира по футболу.
В 2016 году Рио стал местом проведения XXXI летних Олимпийских игр, которые до этого ещё ни разу не проводились в Южной Америке. К этому событию возведена современная комфортабельная олимпийская деревня.

## Культура

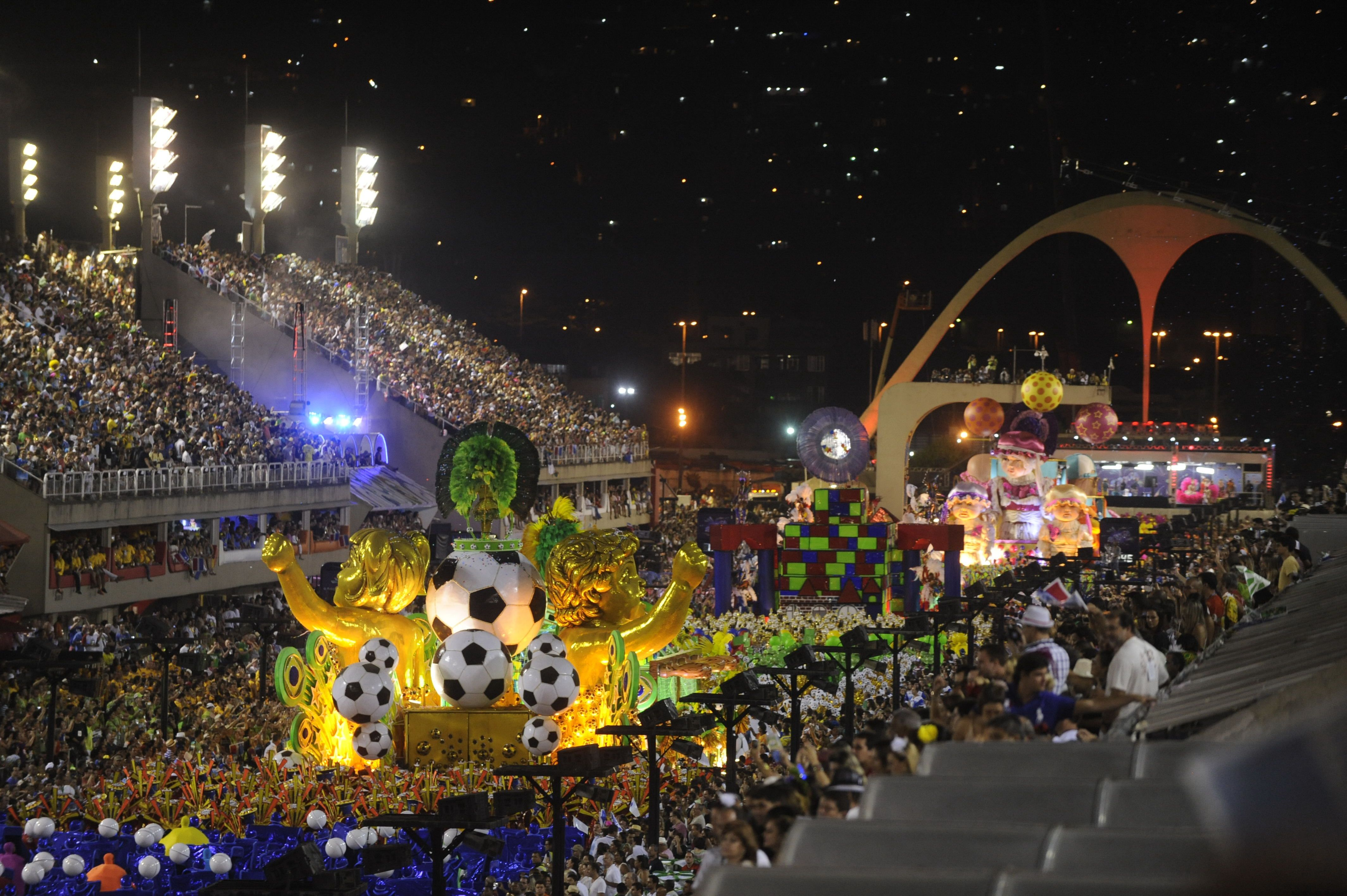
Карнавал

Рио-де-Жанейро знаменит, кроме всего прочего, благодаря бразильскому карнавалу. В городе существует несколько десятков школ самбы, которые ежегодно в дни карнавала устраивают красочные представления на самбодроме, а также шествия в различных районах города.
С 21 по 28 июля 2013 года в Рио прошёл XXVIII Всемирный день молодёжи — встреча католической молодёжи со всего мира. В рамках ВДМ Рио-де-Жанейро посетил Папа Римский Франциск.
Среди культурных достопримечательностей города можно упомянуть Португальскую королевскую библиотеку.

## Архитектура и достопримечательности
Крепость Сан-Жуан является старейшим сооружением Рио-де-Жанейро.

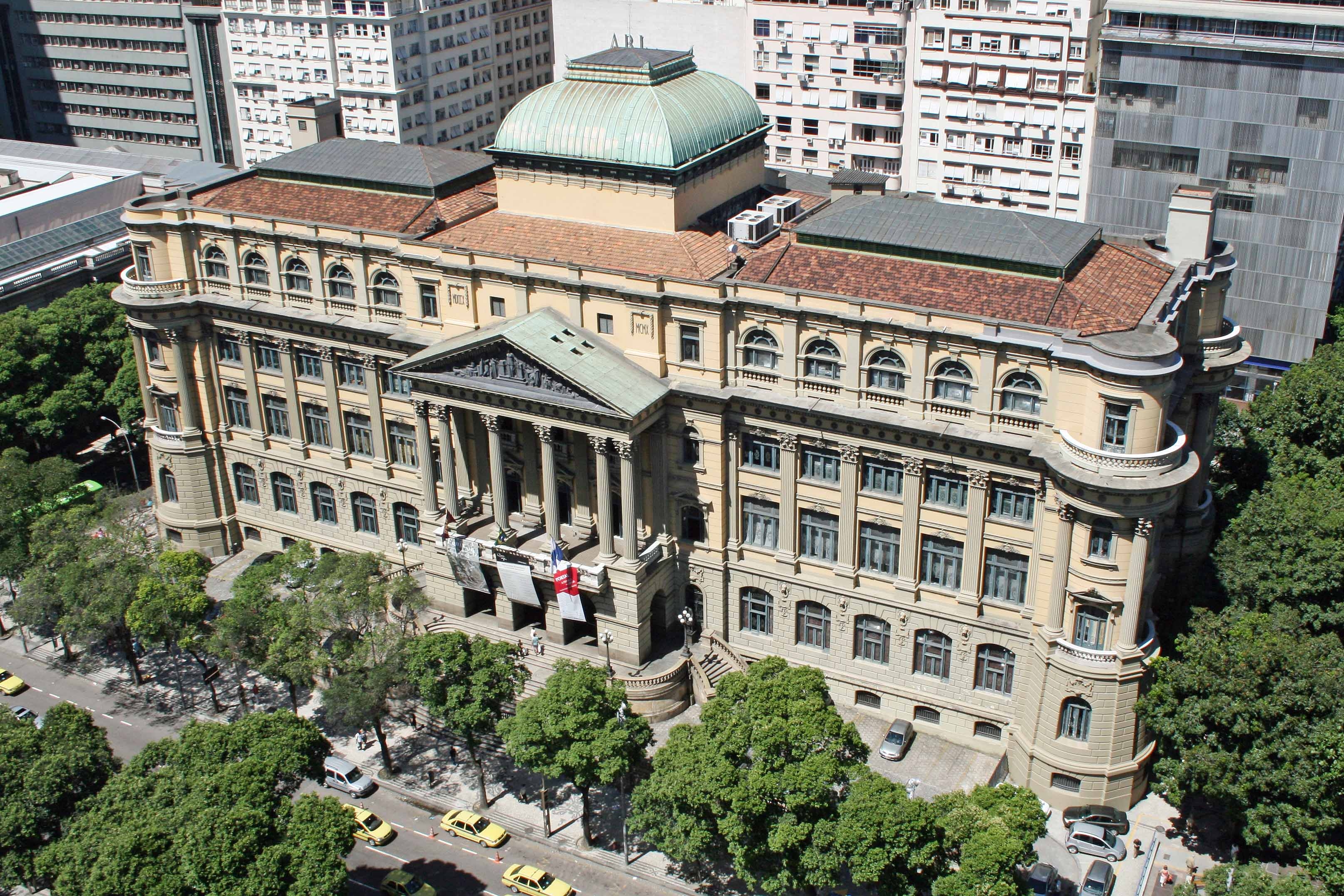
Национальная библиотека Бразилии

Местные жители делят город на Старый, Новый и предместья.
- В Старом городе находятся таможня, доки, арсенал, биржа, Национальная академия художеств, городская ратуша и культурные учреждения, включая все театры и почти все музеи.
- Новый город известен монетным двором, тюрьмой, главным вокзалом и Домом инвалидов.

Другие достопримечательности: пляжи Ипанема и Копакабана, парк Фламенго, гигантская статуя Христа-Искупителя на горе Корковаду, гора Сахарная Голова (порт. Pão de Açucar), стадион Маракана (порт. Maracanã).
Известными и самыми посещаемыми архитектурными памятниками города являются колониальные церкви, монастырь Сан-Бенто, монастыри Сан-Антонио и ордена капуцинов, а также бывшая императорская резиденция Кинта-да-Боа-Виста.
Церковь Богородицы Лампедоса названа в честь острова Лампедуза в Средиземном море, где, согласно легенде, было явление Святой Богородицы. Её воздвигли в 1929 году на месте обветшавшего здания XVIII века в неоклассическом стиле под влиянием мексиканской архитектурной школы. Основная достопримечательность церкви Святой Лусии, построенной в 1732 году — природный фонтан, вода которого считается целебной. А также Церковь Канделария.
Несмотря на то, что улицы и набережные Рио-де-Жанейро буквально утопают в тропической растительности, в городе есть ботанический сад и множество парков. В ботаническом саду, который основали в 1808 году и который является одним из лучших в мире, собрано более 7000 видов растений со всего света. Здесь же находится и знаменитая аллея пальм, и коллекция экзотических зверей и птиц. Лес национального парка Тижука, на территории которого расположена вершина Корковаду, является самым большим городским лесным массивом мира. Здесь можно встретить обезьян и экзотических птиц. В одном из пригородов находится зоологический сад.
В Национальной библиотеке, по предварительным подсчётам, насчитывается два миллиона редких книг и манускриптов.
Национальный музей изящных искусств имеет прекрасную коллекцию, в которой собрано более 800 картин различных художников. В Национальном историческом музее хранится более 278 тыс. экспонатов.
Музей Кастро, один из его частей Museu do Açude.

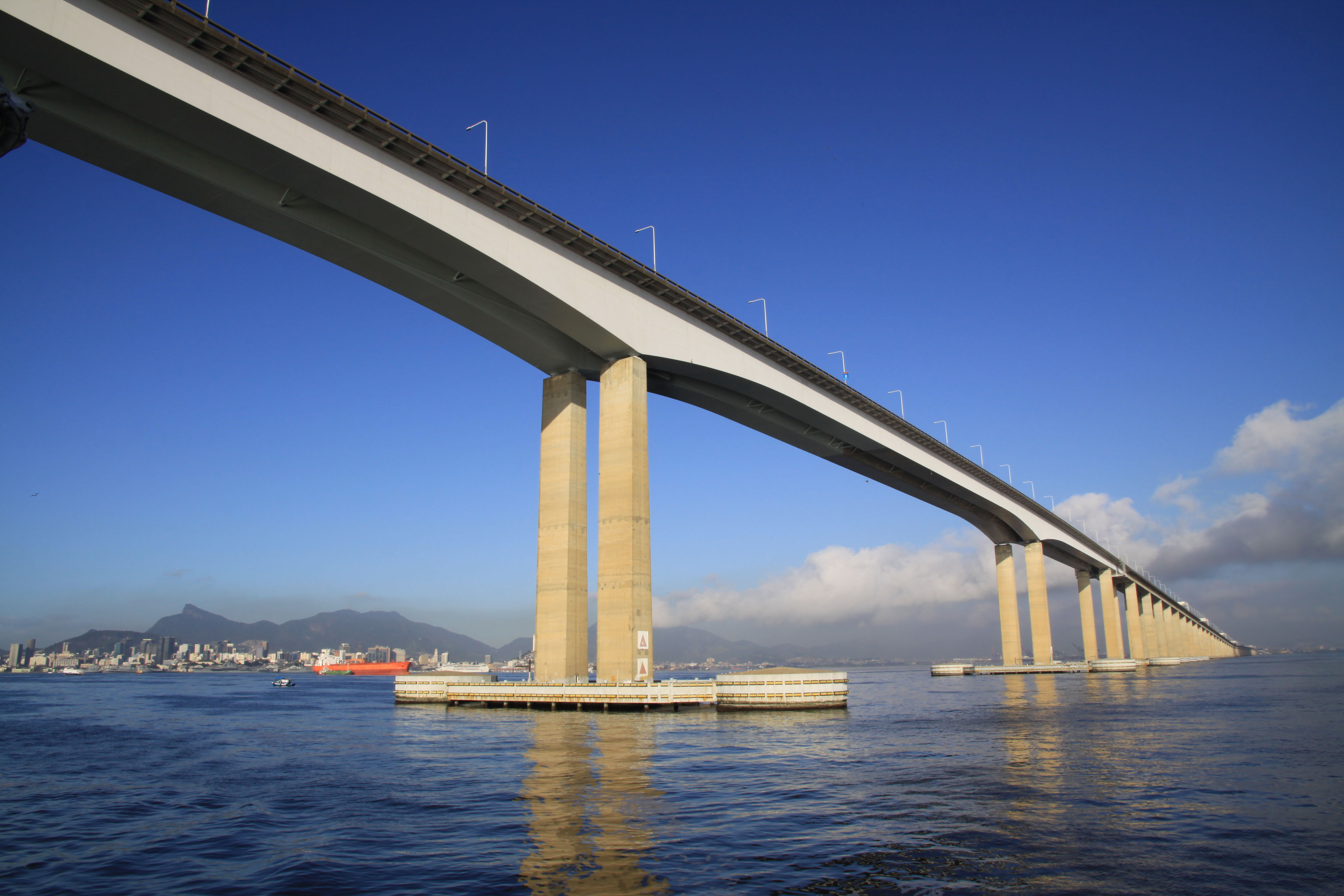
Мост Рио-Нитерой
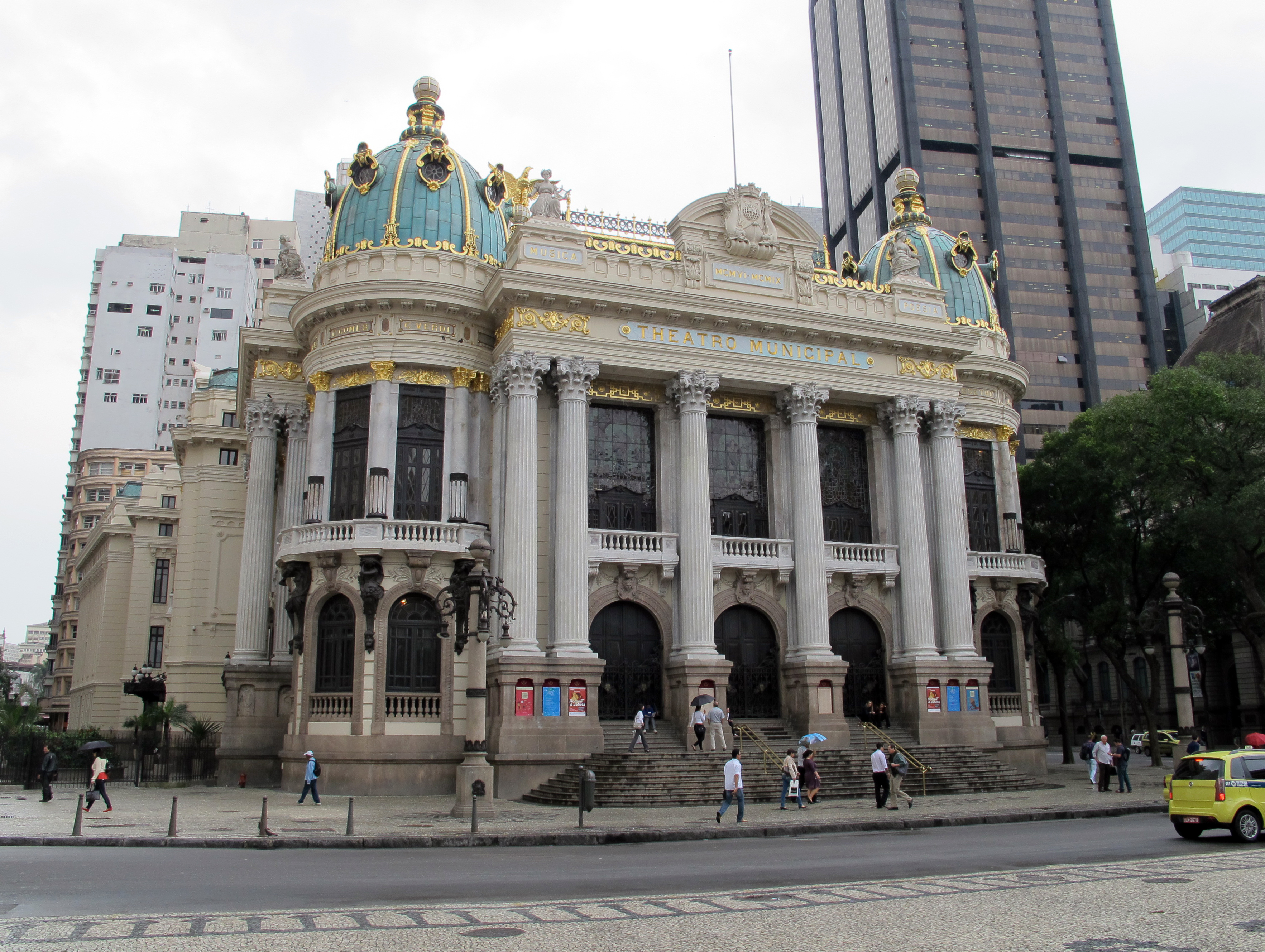
Городской театр
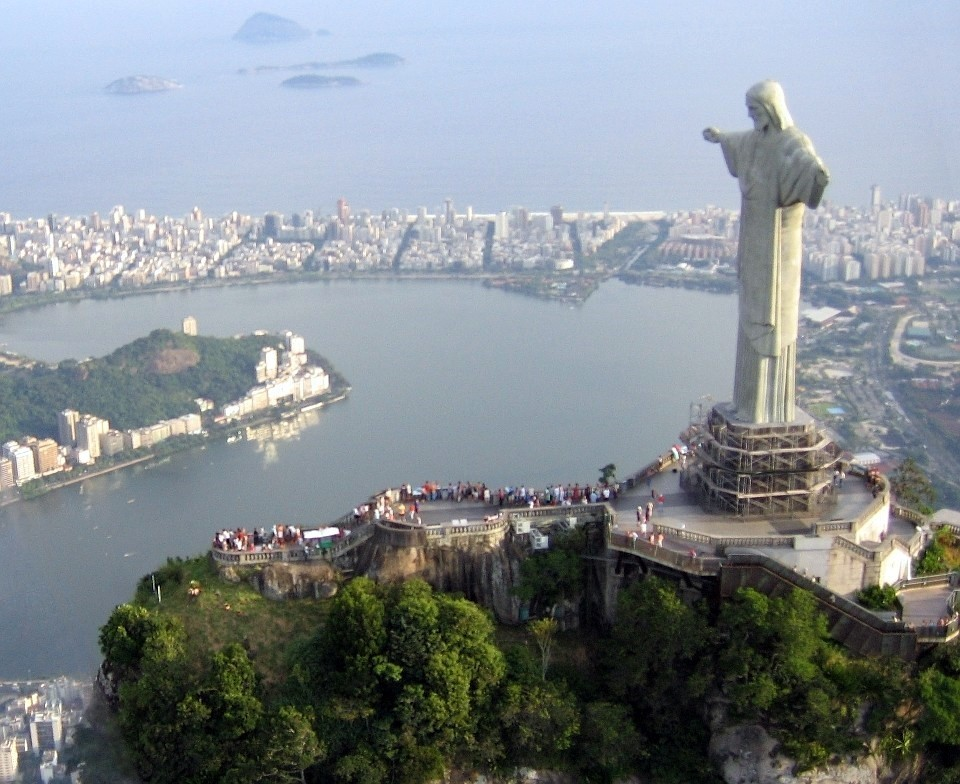
Статуя Христа
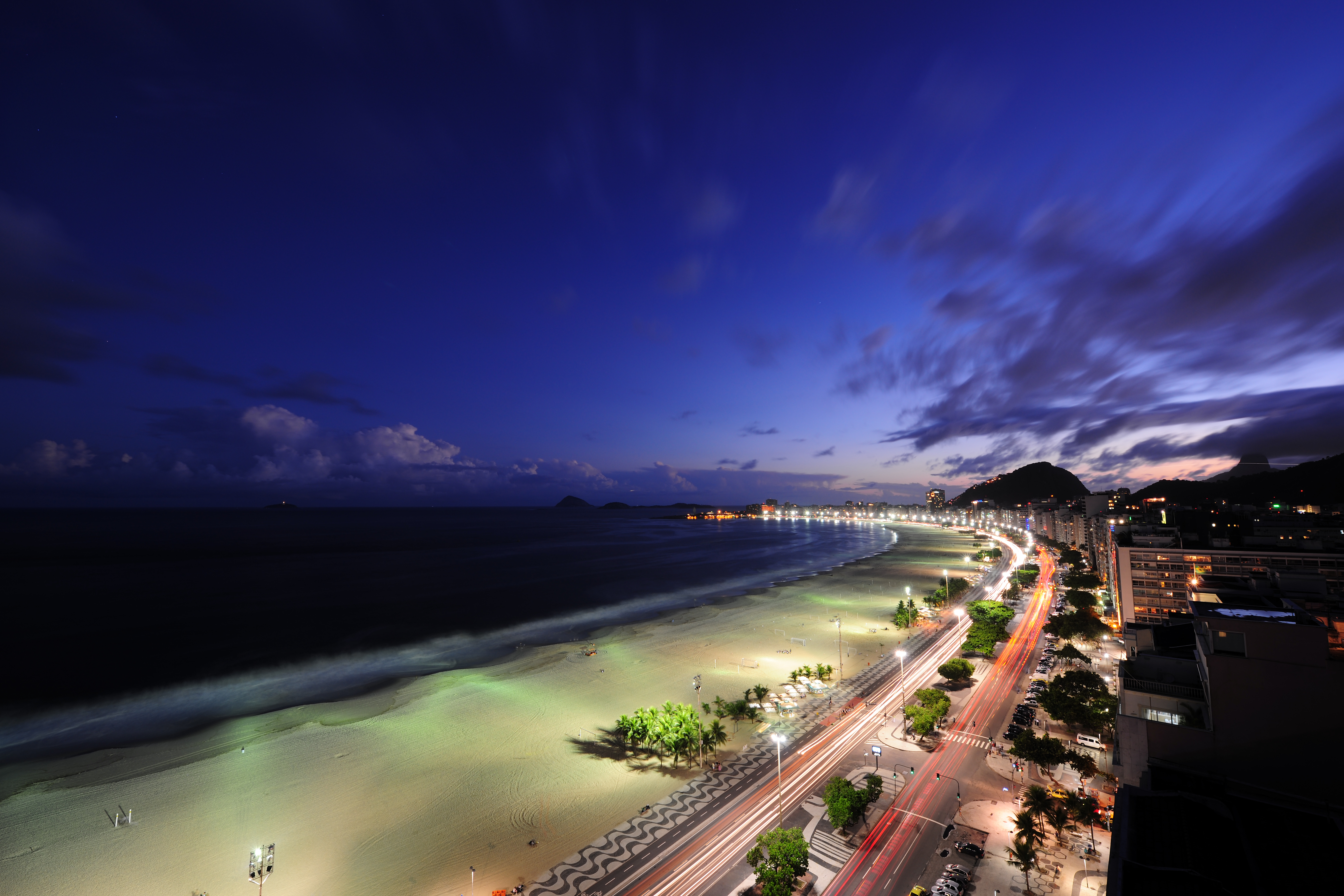
Авенида Атлантика

## Международные связи
Города-побратимы:
- San Juan del Sur[вд], Никарагуа
- Аделаида, Австралия
- Алмада, Португалия[19]
- Амстердам, Нидерланды
- Ангра-ду-Эроишму, Португалия (29 мая 2019)[20]
- Ангуилара-Венета, Италия (22 мая 2023)[21]
- Арганил, Португалия (1999)[19]
- Асунсьон, Парагвай (30 июня 2016)[22]
- Атланта, США (1972)
- Афины, Греция[19]
- Ахмадабад, Индия
- Баку, Азербайджан[19]
- Барранкилья, Колумбия[19]
- Барселона, Испания (1972)
- Батангас, Филиппины
- Батуми, Грузия
- Бейрут, Ливан
- Берлин, Германия (19 июня 2023)[23]
- Бисау, Гвинея-Бисау (5 мая 2022)[24]
- Брага, Португалия[19]
- Бухарест, Румыния[19]
- Буэнос-Айрес, Аргентина
- Ванкувер, Канада
- Варшава, Польша (1997)
- Визеу, Португалия (18 мая 2012)[25][19][…]
- Вила-Нова-ди-Гая, Португалия[19]
- Винья-дель-Мар, Чили (31 июля 2023)[26]
- Гавана, Куба[19]
- Гамильтон, Канада (10 ноября 2016)[27]
- Гаосюн, Тайвань[19]
- Гимарайнш, Португалия (27 мая 1999)[28][19]
- Гуйян, Китай (2018)[29][30]
- Джидда, Саудовская Аравия
- Джуния, Ливан
- Дубай, ОАЭ
- Дурбан, ЮАР
- Ереван, Армения (февраль 2007)
- /  Иерусалим, Израиль / Государство Палестина[19]
- Икике, Чили (14 апреля 2021)[31]
- Инчхон, Республика Корея[19]
- Ифе, Нигерия (13 января 2022)[19]
- Йоханнесбург, ЮАР (1 декабря 2021)[32]
- Кабесейраш-ди-Башту, Португалия[19]
- Кабу-Фриу, Бразилия
- Кадис, Испания (22 апреля 2019)[33]
- Кали, Колумбия
- Каракас, Венесуэла[19]
- Касабланка, Марокко[19]
- Киев, Украина (4 сентября 2000)[34][19][…]
- Кобе, Япония (19 мая 1969)[35]
- Коимбра, Португалия[19]
- Краков, Польша[19]
- Куско, Перу (10 октября 2003)[36][37][…]
- Кёльн, Германия (19 сентября 2011)[38]
- Ла-Корунья, Испания[19]
- Ла-Пас, Боливия[19]
- Лагос, Нигерия
- Ламегу, Португалия[19]
- Лахор, Пакистан[19]
- Ливерпуль, Великобритания
- Лиссабон, Португалия (1981)[19]
- Луанда, Ангола[19]
- Мадрид, Испания (19 декабря 2022)[39]
- Майами, США
- Макао, Китай
- Манагуа, Никарагуа[19]
- Манаус, Бразилия
- Мапуту, Мозамбик[19]
- Мар-дель-Плата, Аргентина[19]
- Мбанза-Конго, Ангола (15 декабря 2022)[40]
- Медельин, Колумбия (4 мая 2017)[41]
- Мехико, Мексика
- Монпелье, Франция (22 июня 2012)[19][42]
- Найроби, Кения
- Нант, Франция[19]
- Натал, Бразилия
- Неаполь, Италия (29 сентября 2022)[43]
- Нитерой, Бразилия
- Ницца, Франция
- Ньюарк, США[19][44][…]
- Обидуш, Португалия (3 октября 2023)[45]
- Ойо, Нигерия (26 декабря 2022)[46]
- Оклахома-Сити, США[19]
- Ольян, Португалия[19]
- Паола, Италия
- Парельяс, Бразилия[19]
- Пекин, Китай (24 ноября 1986)
- Петах-Тиква, Израиль[19]
- Повуа-ди-Варзин, Португалия
- Понти-ди-Лима, Португалия (27 апреля 2017)[47]
- Порту, Португалия (4 января 2019)[48]
- Прая, Кабо-Верде[19]
- Пунта-Кана, Доминиканская Республика (27 сентября 2022)[49]
- Пусан, Республика Корея (23 сентября 1985)[19]
- Пуэрто-Варас, Чили
- Раанана, Израиль (9 декабря 2020)[50]
- Рамалла, Государство Палестина[19]
- Рамат-Ган, Израиль[19]
- Ричардсон, США (31 мая 2021)[51]
- Рюфиск, Сенегал[19]
- Самарканд, Узбекистан
- Сан-Боржа, Бразилия[19]
- Сан-Хосе, Коста-Рика[19]
- Санкт-Петербург, Россия (1986)[52]
- Санта-Крус-де-Тенерифе, Испания
- Санта-Мария-да-Фейра, Португалия (19 мая 2017)[53]
- Санто-Доминго, Доминиканская Республика[19]
- Санту-Тирсу, Португалия (2000)[19]
- Себу, Филиппины[19]
- Сен-Тропе, Франция
- Сетиф, Алжир
- Сеул, Республика Корея
- Стамбул, Турция (1965)[54]
- Тель-Авив, Израиль[19]
- Терезополис, Бразилия
- Тунис, Тунис (29 ноября 1993)[19][55]
- Фатима, Португалия (24 июля 2023)[56]
- Хеврон, Государство Палестина[19]
- Эшпинью, Португалия[19]

Города-партнёры:
- Париж, Франция (пакт о дружбе и сотрудничестве)[57]

## Известные уроженцы
Родившиеся в Рио-де-Жанейро

## В искусстве и массовой культуре
- В дилогии Ильи Ильфа и Евгения Петрова — «12 стульев» и «Золотой телёнок» — Рио-де-Жанейро является «хрустальной мечтой детства» главного героя, Остапа Бендера.
- Человек из Рио — франко-итальянский приключенческий фильм 1964 года.